# Pragersko

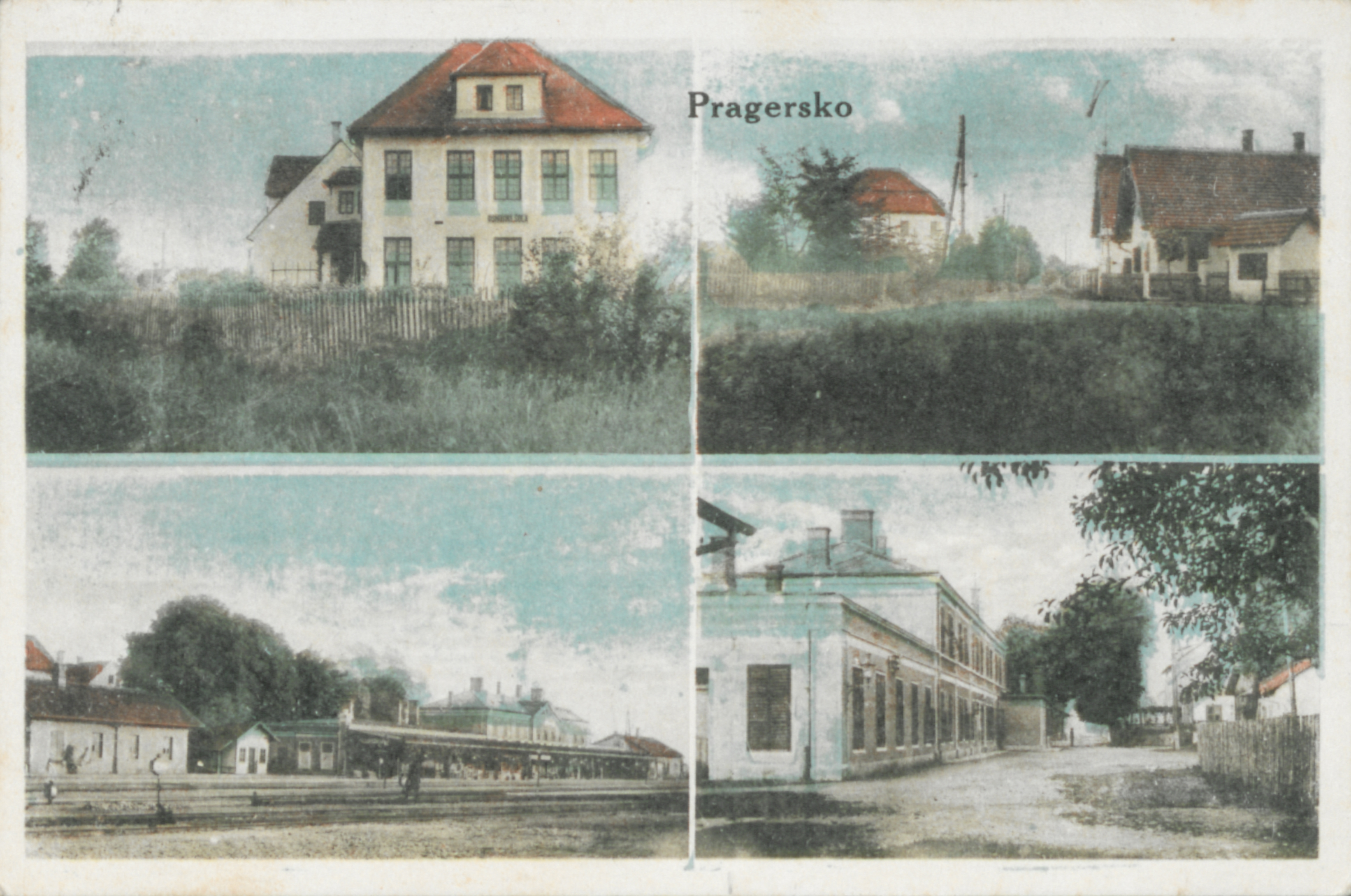
Pragersko na pohlednici z roku 1932.

Pragersko je sídlo v občině Slovenska Bistrica ve východním Slovinsku, v historické zemi Štýrsko. Rozkládá se v Podravském regionu .V roce 2002 mělo podle sčítání lidu 1 101 obyvatel.
Nejstarším objektem v Pragersku je zámeček, který vznikl v druhé polovině 16. století. K velkému rozvoji obce došlo v druhé polovině 19. století, když byla postavena železniční trať. Pragersko se tak stalo významnou železníční křižovatkou; na původní trati z Terstu se zde rozcházejí jednotlivé směry na Vídeň a na Budapešť. Současné nádraží bylo otevřeno roku 1872.
Pragersko leží zhruba jen 4 km na východ od dálnice A1, po které je to jen 25 km do Mariboru.